# Cantón de Santa Ana (Costa Rica)
Santa Ana es un cantón de Costa Rica situado en el oeste de la provincia de San José, sobre la meseta intervolcánica del Valle Central, y perteneciente a la Gran Área Metropolitana. El cantón cuenta con un total de 60 453 habitantes, según la última proyección demográfica, ubicándose así como el vigesimonoveno más poblado del país y el decimotercero de la provincia. Limita al norte con el cantón de Alajuela, al sur y oeste con el cantón de Mora, al este con el cantón de Escazú, y al noreste con el cantón de Belén.
El cantón cuenta con una extensión territorial de 61,42 km², colocándose como el duodécimo más extenso de la provincia. Su cabecera es el distrito de Santa Ana, con categoría de ciudad, y cuenta con un total de seis distritos: Santa Ana, Salitral, Pozos, Uruca, Piedades y Brasil.
Fundado en 1907, el cantón se caracteriza por ofrecer a sus habitantes y visitantes un ambiente relajado y de modernas comodidades en cuanto a hospedaje, vivienda, gastronomía, recreación y entretenimiento. Además de ello, se ha colocado como uno de los cantones con mejor calidad de vida y de mayor estabilidad económica y social en el país. El cantón sirve como sede a diferentes compañías multinacionales como Mondelēz, Chiquita o Procter & Gamble, así como a organismos gubernamentales como la Bolsa Nacional de Valores o la Superintendencia General de Entidades Financieras (SUGEF). El cantón cuenta con un Índice de Desarrollo Humano de 0,989, clasificado como muy alto, y es el más alto del país.

## Toponimia
El término y el nombre actual del cantón, «Santa Ana», se origina a partir de que, el alguacil mayor de la ciudad de Cartago desde 1630, Jerónimo de Retes y López de Ortega, poseía varias tierras dentro del territorio del actual cantón, a las cuales nombró como Santa Ana en homenaje a su hija, Ana de Retes. Esto se menciona en los Protocolos de Cartago de 1658.

## Historia

### Orígenes
Las primeras ocupaciones registradas del territorio al que hoy pertenece el cantón de Santa Ana se remontan a entre los siglos III y XVI al arribo de los españoles. El territorio en esta época se encontraba ocupado por el antiguo Reino Huetar de Occidente, una nación amerindia y uno de los dos grandes reinos indígenas de la parte central del país, reinado por el Cacique Garabito. En el territorio se han encontrado varios sitios arqueológicos con piezas de materiales cerámicos y algunos objetos antropomorfos, distribuidos entre los seis distritos del cantón. El sitio arqueológico más importante se sitúa en el distrito de Pozos, el cual recibe el nombre de La Cubilla, donde fueron hallados restos de un asentamiento indígena que data a entre los años 300 a. C. al 300 d. C. La región contaba con fuerte influencia del Cacique Coquiba, quien dominaba una gran parte de la entonces conocida región de Pacaca, hoy la mayor parte del cantón de Mora.
Durante la Conquista, el primer español que atravesó la localidad fue Juan de Cavallón y Arboleda, en 1561. En este tiempo, el Camino Real o Camino de Cavallón era un camino que venía de Caldera, Esparza, Balsa de Atenas, Piedras Negras, Pacaca y por último, Mata Redonda. De aquí se tomaba al este el camino real a Cartago por Salitral o San Antonio de Desamparados, Patarrá de Desamparados, Picacho, Tobosi, El Guarco y de aquí se podía continuar al Atlántico por Ujarrás, Tucurrique y Matina, mientras que al sur, este camino llevaba al Pacífico, tomando Desamparados, Aserrí, Quepos y Parrita, al norte, se pasaba el río Virilla, Heredia (Cubujuquí) y Barva. 
El 1 de diciembre de 1658, según los Protocolos de Cartago, se le otorgó títulos de propiedad a Petronila de Retes, hija del alguacil mayor de Cartago desde 1630, Jerónimo de Retes y López de Ortega, haciéndola dueña de varios terrenos que comprenden gran parte del actual territorio del cantón, con el nombre de «Santa Ana». El alguacil habría adquirido estas tierras como un reconocimiento por parte de la Corona Española, y este le otorgó ese nombre a las tierras en honor a otra de sus hijas, Ana de Retes. Esta es la referencia más antigua de una localidad dentro del actual territorio del cantón.
A inicios del siglo XIX, unas cuantas personas y familias comienzan a poblar el actual territorio del cantón de Santa Ana, entre ellas las familias de los primeros propietarios, la mayoría descendientes de Jerónimo de Retes, así como por agricultores, principalmente. Este poblamiento fue impulsado principalmente gracias a que, Ana María de Cárdenas, quien era la propietaria de la mayor parte de los terrenos comprendidos dentro del territorio del actual cantón, decidió regalar varios de estos a diferentes personas.
La mayoría de los agricultores y campesinos que se instalaron dentro del territorio por primera vez, se dedicaban al cultivo de cebollas. Es a partir de ello que los pobladores recibieron el apodo de "cebolleros".
El 1° de diciembre de 1841, mediante la Ley n.º 22, el territorio de Santa Ana pasó a convertirse en una serie de tres diferentes cuarteles del barrio de Pacaca, parte del Departamento de San José, y al cual lo conformaban el territorio del actual cantón de Mora. El barrio de Pacaca, por tanto, quedaba dividido en cinco cuarteles: Corrogres, Las Minas, La Isla, San Antonio y San Pablo; de estos cuarteles, Corrogres, Las Minas y parte de La Isla conformaban parte del actual territorio del cantón de Santa Ana.
En la Constitución Política del 30 de noviembre de 1848, se estableció una nueva división política y administrativa que contempló la nomenclatura de provincias, cantones y distritos parroquiales. De entre los cantones de la provincia de San José, se encontraba el cantón de «Escazú y Pacaca», decretado el 7 de diciembre del mismo año, y al cual la mayor parte del actual cantón de Santa Ana integraba, así como de los cantones de Mora, Puriscal y Turrubares.
En 1880, finaliza la construcción del primer templo católico de la localidad, la actual Parroquia de Santa Ana, localizada actualmente en el distrito de Santa Ana.
En la división territorial escolar, establecida por la Ley General de Educación Común, del 26 de febrero de 1886, para la creación de Juntas Municipales de Educación, aparece Santa Ana como distrito escolar del cantón de "Escazú".

### Cantonato
Mediante la Ley n.° 08 del 29 de agosto de 1907, se creó Santa Ana como cantón de la provincia de San José, designándose como cabecera la villa de Santa Ana y fijándose como distritos al distrito de Santa Ana, Salitral, Pozos, Uruca, Piedades y Brasil. Santa Ana procede del cantón de Escazú, establecido este último, en Ley n.° 36 del 7 de diciembre de 1848.
El 15 de septiembre de 1907, se llevó a cabo la primera sesión del Concejo Municipal de Santa Ana, integrado por los regidores propietarios Pedro Aguilar, como presidente, Isidro Acosta, como vicepresidente, y Eusebio Obando, como fiscal. El jefe político fue José Aguilar Bolaños.
En abril de 1931, durante la administración de Cleto González Víquez, se funda en el distrito de Pozos el primer aeropuerto internacional del país, el cual recibió el nombre de «La Lindora».
La primera escuela se construyó en 1873, la cual recibió el nombre de Escuela Central de Santa Ana, y, posteriormente, el 12 de octubre de 1947, recibió el nombre de Escuela Andrés Bello López. El Colegio de Santa Ana iniciaría sus funciones en 1972.
El 4 de mayo de 1970, por medio de la Ley n.º 4574, la villa de Santa Ana recibe el título de ciudad.

## Gobierno local

### Alcaldía
Conforme al Régimen municipal de Costa Rica, la alcaldía y las vicealcaldías del cantón son electas popularmente mediante sufragio universal cada cuatro años. En las elecciones municipales de Costa Rica de 2020, el candidato del Partido Liberación Nacional, Gerardo Oviedo Espinoza, resultó reelecto como alcalde con el 34,56% de los votos totales. Los vicealcaldes son Laura Carmiol Torres y Milena Blen Alvarado.
Alcaldes desde las elecciones de 2002.
| Periodo   | Nombre                  | Partido |
| --------- | ----------------------- | ------- |
| 2002-2006 | Ronald Traña Calvo      | PUSC    |
| 2006-2010 | Gerardo Oviedo Espinoza | PLN     |
| 2010-2016 | Gerardo Oviedo Espinoza | PLN     |
| 2016-2020 | Gerardo Oviedo Espinoza | PLN     |
| 2020-2024 | Gerardo Oviedo Espinoza | PLN     |
| 2024-2028 | Juan José Vargas        | PUSC    |

### Concejo Municipal
Al igual que la elección de la alcaldía y vicealcaldías, los integrantes del Concejo Municipal son electos popularmente cada 4 años. El Concejo Municipal de Santa Ana se integra por un total de 7 regidores, propietarios y suplentes, y 6 síndicos, propietarios y suplentes, y cuyo presidente es la regidora propietaria Catalina Obregón López, del Partido del Sol, y su vicepresidente es la regidora propietaria Lidia Lacayo Mena, del Partido Unidad Social Cristiana. Actualmente está integrado por:

Actual distribución del Concejo Municipal después de las elecciones de 2020.
|                                                         |                                        |                  |           |
| Partidos políticos en el Concejo Municipal de Santa Ana |                                        |                  |           |
| Partido político                                        | Partido político                       | Partido político | Regidores |
|                                                         | Partido Liberación Nacional (PLN)      |                  | 3         |
|                                                         | Partido Unidad Social Cristiana (PUSC) |                  | 2         |
|                                                         | Partido del Sol (SOL)                  |                  | 2         |

## Organización territorial
El cantón de Santa Ana se divide administrativamente en seis distritos, siendo la cabecera el distrito de Santa Ana. Cada distrito, según el Régimen municipal de Costa Rica, posee un Concejo de Distrito el cual se encarga de velar por sus temas correspondientes, y se integra por los síndicos, propietarios y suplentes, y los concejales.
| Distritos del cantón de Santa Ana | Distritos del cantón de Santa Ana | Distritos del cantón de Santa Ana | Distritos del cantón de Santa Ana | Distritos del cantón de Santa Ana |
| #                                 | Distrito                          | Área (km²)                        | Población (2020)                  |                                   |
| --------------------------------- | --------------------------------- | --------------------------------- | --------------------------------- | --------------------------------- |
| 1                                 | Santa Ana                         | 5,40                              | 12 878 hab.                       |                                   |
| 2                                 | Salitral                          | 20,20                             | 5 421 hab.                        |                                   |
| 3                                 | Pozos                             | 13,34                             | 20 094 hab.                       |                                   |
| 4                                 | Uruca                             | 7,07                              | 8 899 hab.                        |                                   |
| 5                                 | Piedades                          | 12,01                             | 10 014 hab.                       |                                   |
| 6                                 | Brasil                            | 3,25                              | 3 150 hab.                        |                                   |

## Geografía

### Localización
El cantón de Santa Ana es el noveno de la provincia de San José y tiene una extensión territorial de 61,42 km², y se encuentra ubicado dentro del Valle Central de Costa Rica. El cantón es predominantemente urbano. El distrito de Salitral es predominantemente rural.

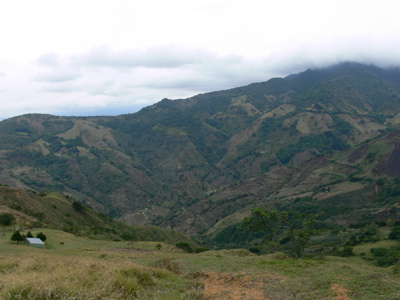
Vista de los Cerros de Escazú, en el distrito de Salitral.

| Noroeste: Alajuela | Norte: Alajuela | Noreste: Escazú, Belén |
| Oeste: Mora        |                 | Este: Escazú           |
| Suroeste: Mora     | Sur: Mora       | Sureste: Mora, Escazú  |

### Relieve
El cantón de Santa Ana cuenta con relieves planos y otros más montañosos. El distrito de Pozos, en donde confluyen los ríos Virilla y Uruca, es un valle con relieve plano ondulado protegido por los cerros de Escazú al sur y la Loma del Alto de las Palomas al este, en el cual está evidenciada la existencia de fuentes termo-minerales. Las condiciones favorables de la región, rica en fuentes y manantiales de agua, fueron factores determinantes para que se ubicaran en este lugar los poblados de La Lindora al oeste y Honduras al este. De ahí la procedencia del nombre de “Pozos”. El cantón tiene una elevación media de 904 metros sobre el nivel de mar (m s. n. m.). Las elevaciones sobre el nivel del mar, del centro urbano de los poblados de distritos del cantón, son las siguientes: Santa Ana, a 904 m s. n. m., Salitral, a 1 022 m s. n. m., Pozos, a 847 m s. n. m., Uruca, a 873 m s. n. m., Piedades, a 899 m s. n. m., y Brasil, a 878 m s. n. m. El punto más alto del cantón se ubica en el extremo sur del cantón, en el distrito de Salitral, y cerca de la cima del cerro Cedral, y se encuentra a aproximadamente 2 358 m s. n. m.

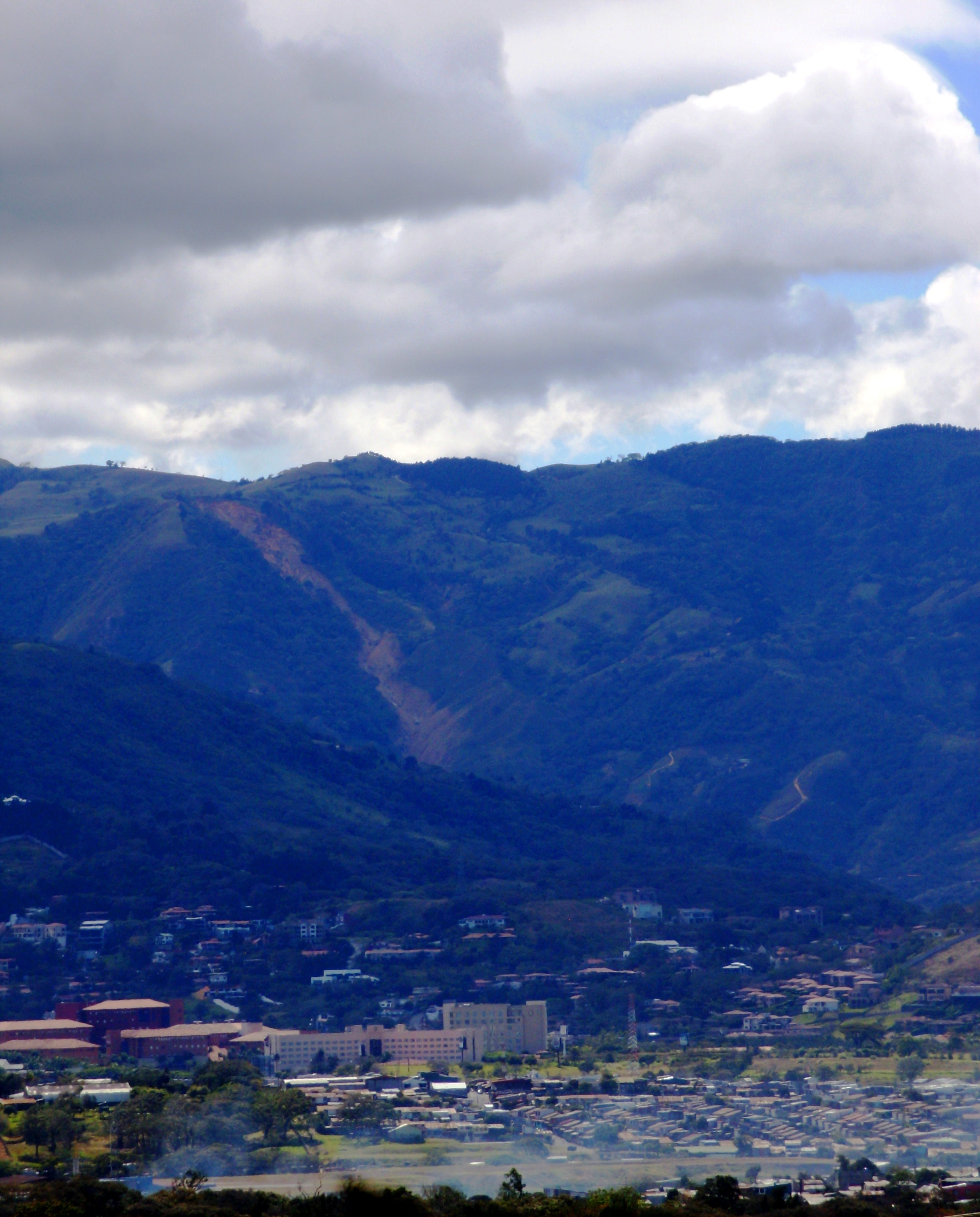
Vista de un deslizamiento en el Cerro Chitaría, en 2010.

Otras cimas de importancia son; el cerro Pico Blanco, a 2 271 m s. n. m., el cerro Tacuotari, a 2100 m.s.n.m., el cerro Bandera, a 1 856 m.s.n.m, el cerro Pacacua, a 1 600 m s. n. m., y el Alto Caña Quemada, a 1 813 n.s.n.m.

#### Uso del suelo
Del total de hectáreas que se conforman dentro del territorio del cantón de Santa Ana, un 42,38% se utiliza para uso urbano y otros usos, un 35,86% está cubierto por áreas silvestres protegidas, y un 8,71% está dedicado a áreas de cultivo, especialmente de café.

### Geología
El cantón de Santa Ana está compuesto geológicamente por materiales volcánicos de los periodos terciario y cuaternario, y son las rocas de la época terciaria las que predominan en la región. Del periodo terciario, se localizan al sur del cantón y cerca de los Cerros de Escazú, rocas sedimentarias e intrusivas, características de la época geológica del Mioceno. Se pueden ubicar también, cerca de los cerros, otros materiales tobáceos y propios de este periodo como conglomerados brechosos y areniscas, limolitas y lutitas.
Por otra parte, del periodo cuaternario, se localizan en los distritos de Pozos, Uruca y Piedades, materiales y rocas propias de este periodo como lavas, tobas y piroclastos, todos materiales volcánicos, así como se localizan en el distrito de Santa Ana otros materiales como rocas depósitos fluviales y coluviales.

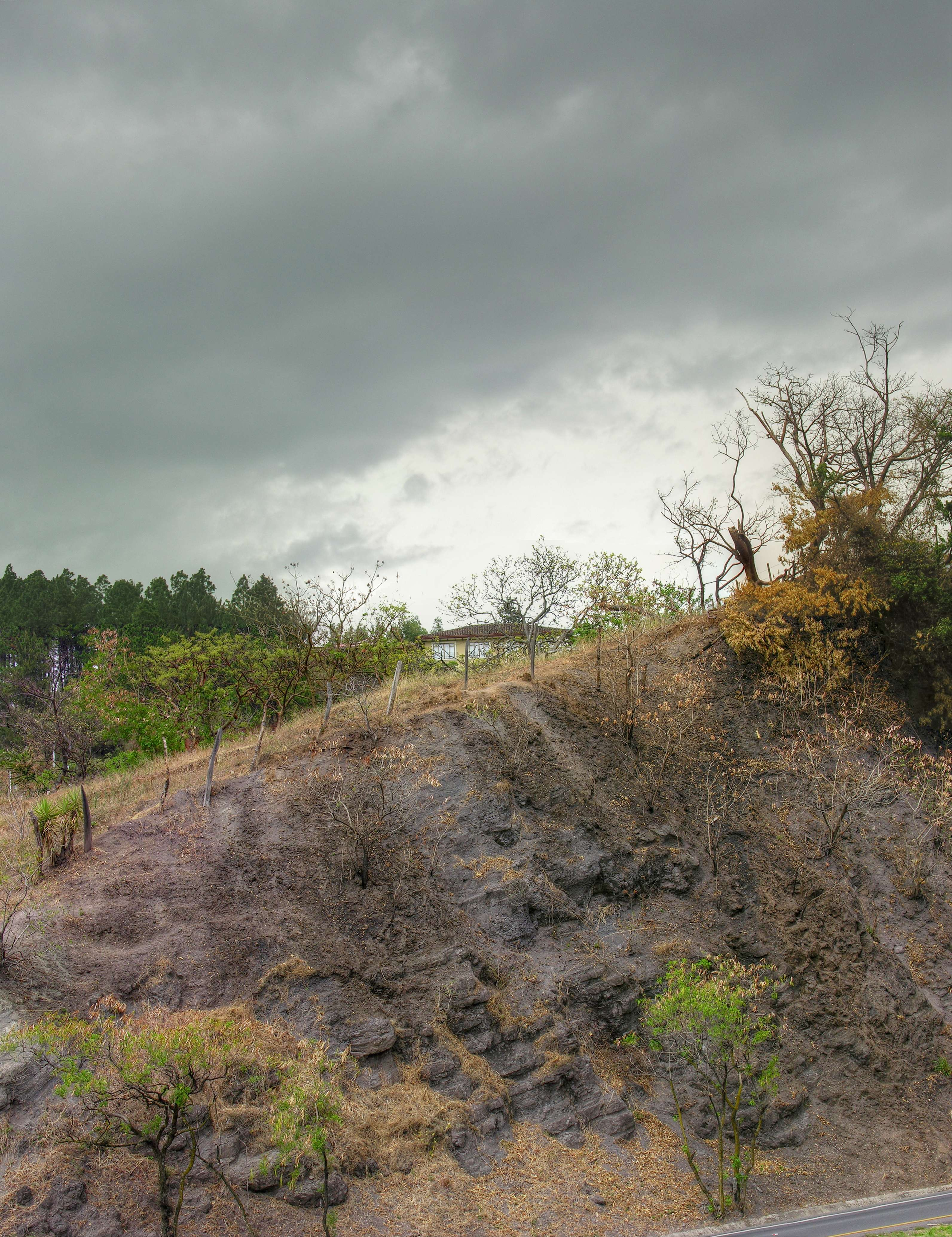
Paisaje rocoso en Santa Ana.

#### Geomorfología
El cantón de Santa Ana forma parte de tres unidades geomorfológicas; la de origen volcánico, la de acción intrusiva, y la de remoción en masa. Las tres unidades pertenecen a formación Pacacua. La primera unidad, de origen volcánico, se encuentra en los distritos de Santa Ana, Pozos y Piedades, y presenta superficies planas onduladas. Está compuesta por rocas volcánicas, como lavas, tobas e ignimbritas, cubiertas por ceniza en un espesor variable. 
La segunda unidad, de acción intrusiva, se divide en dos subunidades, denominadas Macizo de Escazú y loma del Alto de las Palomas. La subunidad Macizo de Escazú se encuentra en el sur del cantón y presenta laderas de fuerte pendientes. Está compuesta por rocas ígneas intrusivas y volcánicas con escamas o intercalaciones de sedimentos. Por otra parte, la subunidad loma del Alto de las Palomas se encuentra entre los poblados de Honduras y de Alto Palomas Oeste, y presenta lomas alargadas y laderas de pendiente suave, redondeadas y convexas. Está compuesta por ignimbritas como areniscas tobáceas muy meteorizadas y algo afectadas por la acción hidrotermal.
La tercera unidad, de remoción en masa, se encuentra en el norte del cantón, y presenta grietas longitudinales e irregularidades abundantes. Está compuesta por areniscas, conglomerados y lutitas, todas muy meteorizadas.

### Hidrografía
El sistema fluvial del cantón de Santa Ana pertenece a la vertiente del Pacífico, así como a la cuenca del río Grande de Tárcoles. El sistema fluvial es drenado por los ríos Uruca y Oro, al cual se les unen los ríos Corrogres, Navajas, Pilas, Canca, La Cruz, San Marcos y Muerte. La mayoría de estos ríos nacen en el cantón, en los Cerros de Escazú. Además, los ríos Virilla y la quebrada Muerte funcionan también como límites cantonales.

### Clima

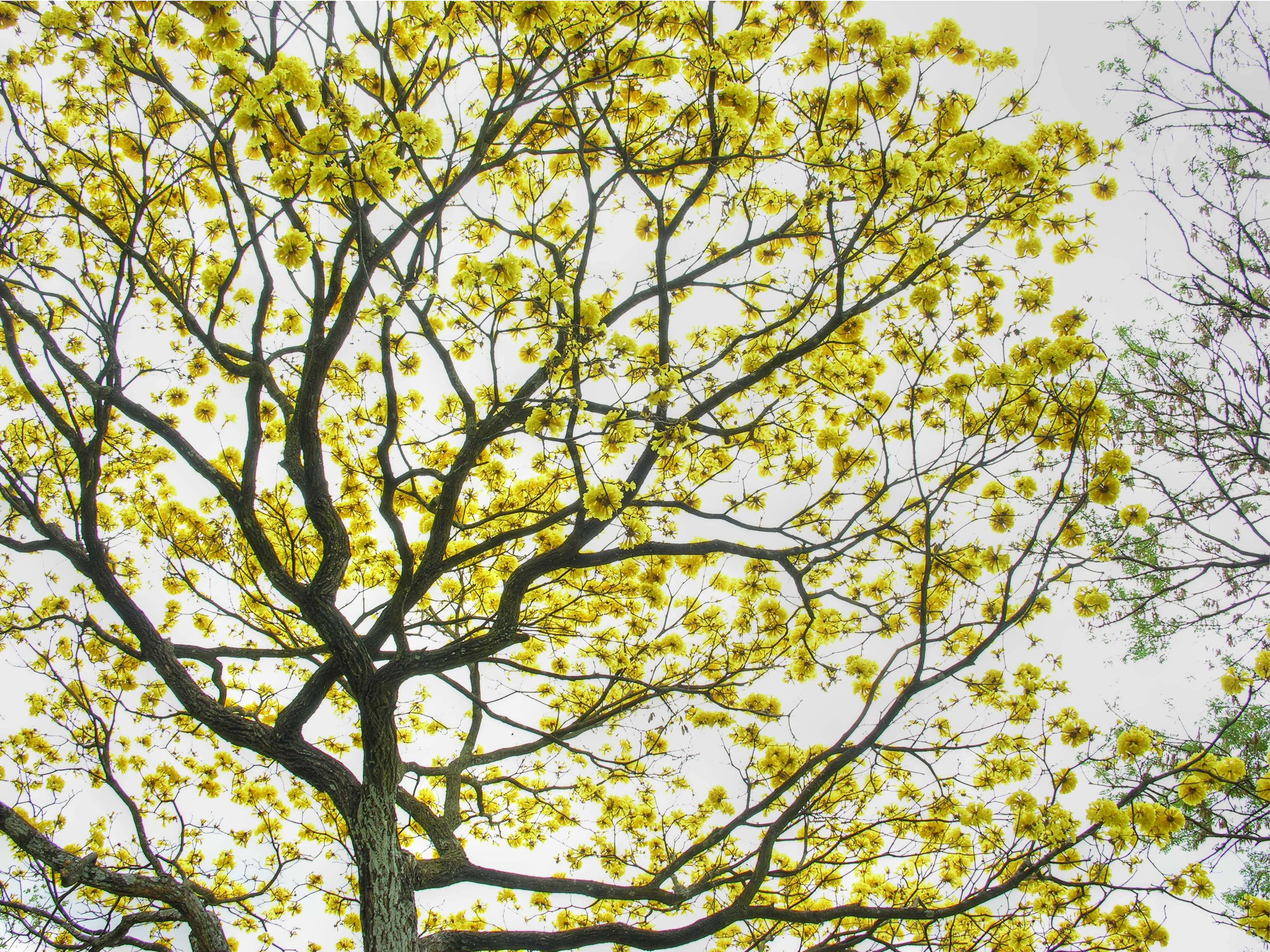
Vista de un roble sabana en Santa Ana.

El clima del cantón de Santa Ana es tropical de sabana (tipo Aw), y cuya época seca va desde diciembre hasta marzo, y la lluviosa desde mayo a octubre, típico del clima del Valle Central. Cuenta con una temperatura que oscila entre los 15 y 26 °C, y precipitaciones que promedian los 2 016 mm al año. El cantón además es parte de la subregión climática del Valle Central Occidental (VC1), que a su vez forma parte de la región climática del Valle Central.

### Flora y fauna
El cantón de Santa Ana cuenta, según el sistema de clasificación de zonas de vida de Costa Rica, con las formaciones forestales de bosque húmedo premontano, bosque muy húmedo premontano, y bosque muy húmedo montano. Es por ello que en el cantón se pueden encontrar fauna como mariposas, ranas, conejos, pizotes, serpientes, dantas, jilgueros, coyotes, ardillas, venados y colibríes, así como flora como robles sabana passifloras, bromelias, orquídeas, iridáceas, montanoas, copey, cipresillos, nísperos, entre otros.
El sur del cantón se encuentra cubierto por la Zona Protectora Cerros de Escazú, la cual abarca una gran diversidad de hábitats y la biodiversidad. Una pequeña parte del este del cantón también se encuentra cubierta por el Centro de Conservación de Santa Ana, que alberga diferentes especies de flora y fauna para su protección.

## Economía

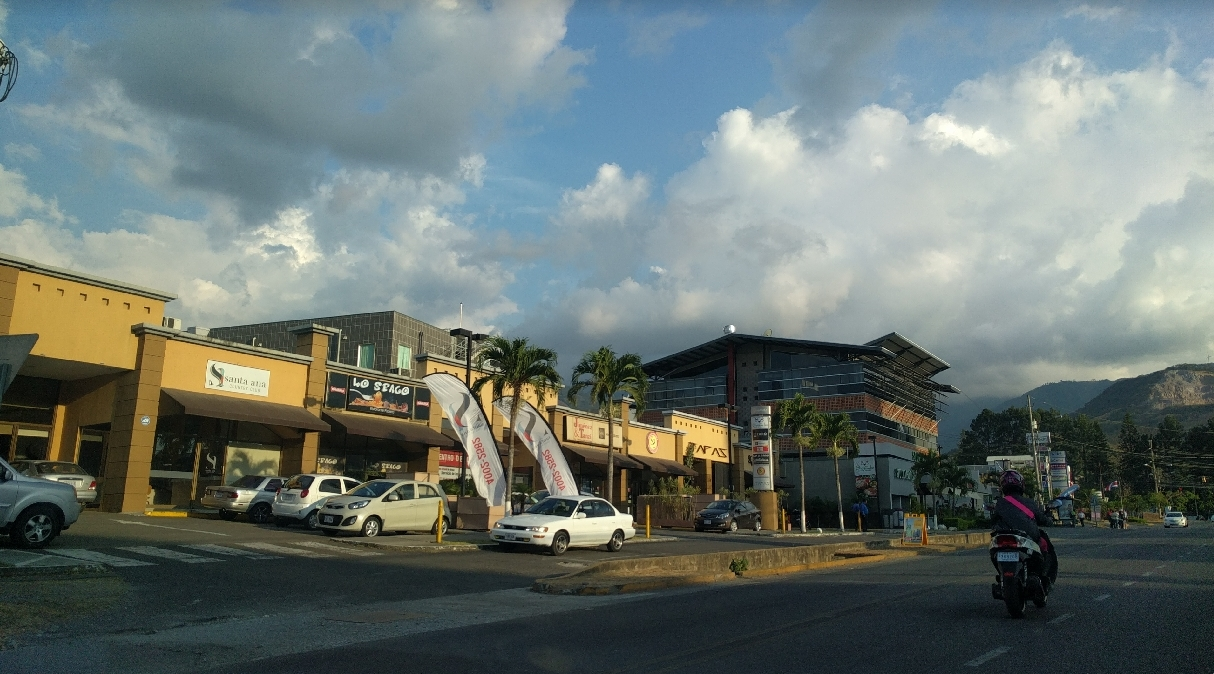
Vista de un centro comercial en Santa Ana.

La economía del cantón de Santa Ana es diversificada, siendo la más importante la que respecta al comercio, el sector inmobiliario, los servicios y financiero. Los distritos de Pozos y Brasil poseen una alta concentración de áreas comerciales y financieras, albergando varios parques empresariales y centros comerciales modernos, mientras que los distritos de Uruca y Santa Ana albergan diferentes áreas residenciales. Un 53,95% de la población es económicamente activa. La agricultura se desarrolla principalmente en el distrito de Salitral, donde se produce café, principalmente.
En el cantón se pueden encontrar a instituciones gubernamentales como la Bolsa Nacional de Valores, la Superintendencia General de Entidades Financieras (SUGEF), o el Patronato Nacional de Rehabilitación. También se ubican las sedes en Costa Rica de organismos y empresas internacionales como Mondelēz, Chiquita, Procter & Gamble, Daewoo, o Akamai. Asimismo, en el cantón se encuentran diversos centros comerciales como Terrazas Lindora o Momentum, y hoteles como Holiday Inn o Aloft.
Por otra parte, de acuerdo con el Índice de Competitividad Cantonal, el cantón de Santa Ana se ubica en el puesto 7.º a nivel nacional, destacándose en las áreas de porcentaje de matrícula terciaria en ciencias y tecnología, egresos municipales per cápita, tasa de mortalidad por infecciones, m² de construcción por km², y porcentaje de escuelas y colegios con Internet.

## Infraestructura

### Vías de comunicación
La principal vía de comunicación del cantón de Santa Ana es la Ruta Nacional n.° 121, que atraviesa el cantón de este a oeste, iniciando en el este del distrito de Santa Ana y finaliza en el oeste del distrito de Piedades, atravesando a estos dos distritos y el de Uruca, y a estos con los cantones de Escazú y Mora y con las rutas nacionales n.° 147 y 311. Otra ruta de importancia es la Ruta Nacional n.° 27, que atraviesa el cantón conectándolo directamente con la ciudad de San José y las provincias de Alajuela, Puntarenas y Guanacaste.
Entre otras carreteras importantes se pueden mencionar: la Ruta Nacional n.° 147, que conecta de norte a sur a los distritos de Pozos y Santa Ana, y a estos con el cantón de Alajuela, y la Ruta Nacional n.° 310, que conecta a los distritos de Pozos, Santa Ana y Salitral.

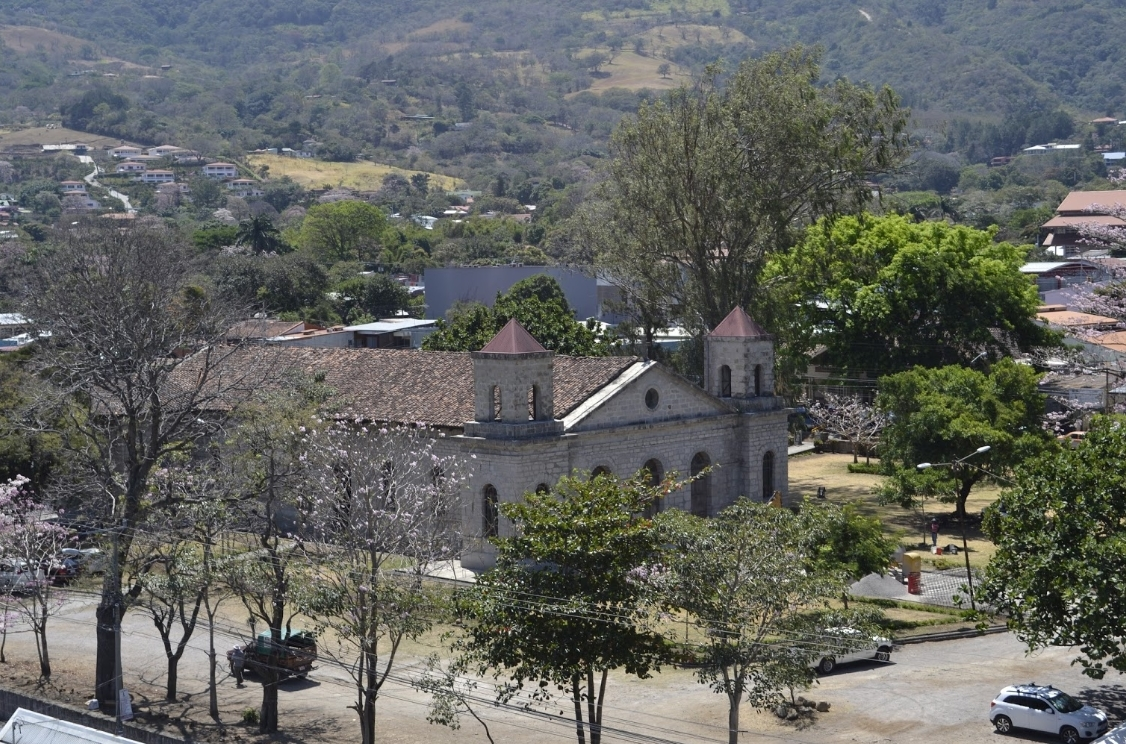
Vista de la Parroquia de Santa Ana.

### Iglesias

##### Parroquia Santa Ana
La Parroquia Santa Ana fue erigida en 1880 en el distrito de Santa Ana. El templo fue erigido gracias a la donación de un terreno por parte del señor Ramón Pérez, y quien también se encargó de diseñar y dirigir su construcción. Entre los materiales, se utilizaron piedras y mampostería, otorgándole un estilo neoclásico. En 1924, el templo se vería afectado por un terremoto, por lo que se sería necesario realizar una remodelación del templo, la cual se llevó a cabo por el cura Miguel Ángel Benavides.

##### Otras iglesias y capillas
- Parroquia Inmaculada Concepción, ubicada en el centro del distrito de Pozos.
- Iglesia de Salitral, ubicada en el centro del distrito de Salitral.
- Iglesia de Río Oro, ubicada en el centro del distrito de Uruca.
- Iglesia Nuestra Señora de la Piedad, ubicada en el distrito de Piedades.

### Monumentos

#### Fuente del Salitre
La Fuente del Salitre es una pequeña fuente de agua mineral ubicada en el distrito de Salitral, a un margen del río Uruca. La fuente fue construida en 1944 por Antonio Ortega Herrero con el objetivo de utilizar su agua para su embotellamiento y posterior comercialización. El agua que provee la fuente se destaca por su sabor ferruginoso, y esta fue distribuida a la largo del cantón, y el país, antes del cierre de la empresa que se encargó de su embotellamiento. La fuente fue remodelada por la Municipalidad en Santa Ana en 2010, y desde entonces se ha convertido en un importante punto de referencia y reunión del distrito.

## Demografía
De acuerdo con las proyecciones para el año 2020, el cantón de Santa Ana contaba con una población de 60 453 habitantes, siendo el vigesimonoveno cantón de Costa Rica más poblado, siendo además su densidad poblacional 934,19 habitantes por km².
Del total de la población, 20 094 habitantes, que representa el 33,24% del total de la población del cantón, se concentra en el distrito de Pozos, el más poblado. Le sigue, el distrito de Santa Ana con un 21,30%, Piedades con un 16,56%, Uruca con un 14,72%, Salitral con un 8,97%, y por último el distrito de Brasil con un 5,21% del total de población.
De acuerdo con el Atlas de Desarrollo Humano Cantonal de Costa Rica 2016, el cantón cuenta con una esperanza de vida de 80,9 años y una alfabetización del 98,9%.
De acuerdo al Censo Nacional del 2011, el 18,9% de la población nació en el extranjero. El mismo censo destaca que había 14 235 viviendas ocupadas, de las cuales, el 76,9% se encontraba en buen estado y había problemas de hacinamiento en el 3,8% de las viviendas. El 93,2% de sus habitantes vivían en áreas urbanas. Además, la escolaridad promedio alcanza los 10,9 años.
| Evolución de la población de Santa Ana entre 1864 y 2020 |
| -------------------------------------------------------- |
|                                                          |

## Cultura

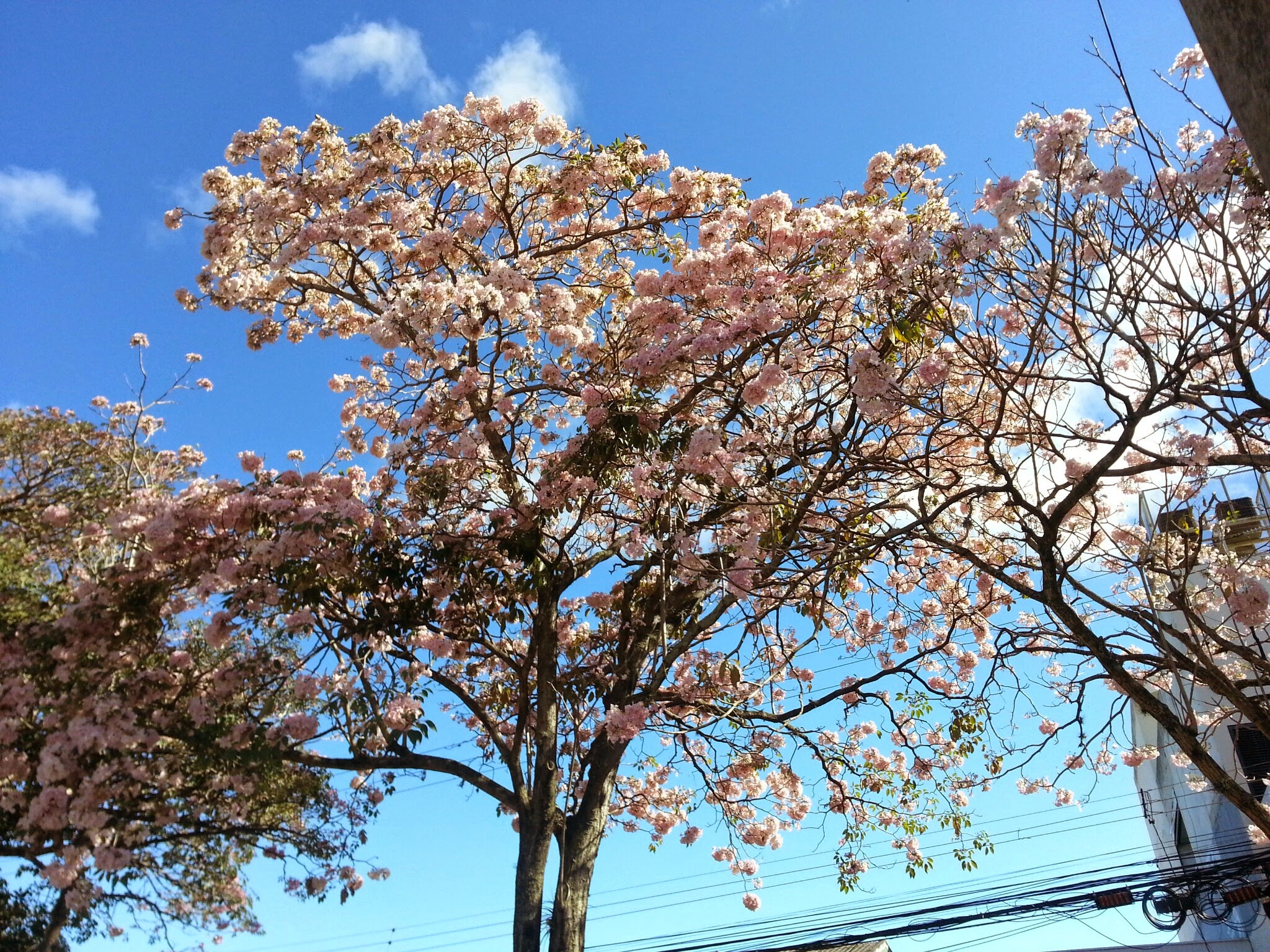
Árbol Roble Sabana, símbolo del cantón de Santa Ana.

### Símbolos

#### Roble sabana
El árbol roble sabana es el símbolo del cantón de Santa Ana. En la Sesión Ordinaria n.º 267, celebrada el 23 de junio de 2015, el Concejo Municipal de Santa Ana acordó que se declarase a este árbol como símbolo del cantón.

### Educación
Con respecto a la educación, el cantón cuenta con varios centros educativos púbicos y privados, entre ellos:
- Liceo de Santa Ana
- Instituto de Educación General Básica (I.E.G.B.) Andrés Bello López
- Colegio Técnico Profesional (CTP) de Santa Ana
- Escuela República de Francia
- Escuela Jorge Volio Jiménez
- Escuela Isabel La Católica
- Escuela Ezequiel Morales Aguilar
- Centro de Enseñanza Especial de Santa Ana (CEESA)
- C.I.N.D.E.A Santa Ana (Centro Integrado de Educación de Jóvenes y Adultos)

El cantón además cuenta con un Comité Cantonal de la Persona Joven y una Escuela Municipal de Artes Integradas (EMAI).

### Deporte
El cantón de Santa Ana es sede del club de fútbol Santa Ana F.C, el cual forma parte de Liga Promerica se encuentra en él el Estadio de Piedades de Santa Ana, que alberga a este club de fútbol y tiene una capacidad de 1 000 espectadores.
También cuenta con un Comité Cantonal de Deportes y Recreación (CCDR), el cual administra y orienta los recursos municipales y externos para el desarrollo deportivo y recreativo de los habitantes del cantón.

### Salud
Con respecto a la salud, en el cantón de Santa Ana se puede encontrar el servicio de equipos básicos de atención integral en salud (EBAIS) de la Caja Costarricense del Seguro Social (CCSS), y otras clínicas como la Clínica de Santa Ana, pública, y la Clínica Bíblica y Hospital Metropolitano, privadas.

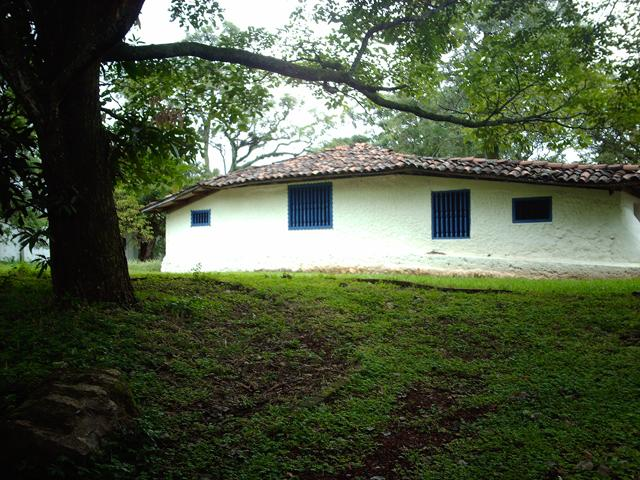
Centro de Conservación de Santa Ana, en el distrito de Uruca.

### Ambiente
En el distrito de Salitral, y sobre los Cerros de Escazú, se encuentra el Parque Eólico del Valle Central, un parque eólico fundado en 2012 por la Compañía Nacional de Fuerza y Luz (CNFL), que consta de un total de 17 torres eólicas que le proveen al Gran Área Metropolitana energía renovable. El sitio además aporta importantes vistas del Valle Central, lo que convierte al punto turístico importante.
Por otra parte, el cantón alberga el Centro de Conservación de Santa Ana, un área silvestre de aproximadamente 52 hectáreas, ubicado en el distrito de Uruca. Es administrado por la Fundación Pro Zoológicos (Fundazoo) y alberga diferentes especies de animales y plantas propias del bosque tropical seco del Valle Central.

### Personajes
- Marcia González Aguiluz (1969-): Abogada con énfasis en derecho internacional ambiental. Expresidenta del Partido Acción Ciudadana entre 2017 y 2018, excandidata a alcaldesa por el cantón de Santa Ana en 2016 y fue Ministra de Justicia y Paz, designada por el presidente Carlos Alvarado Quesada desde el 8 de mayo de 2018.
- María Luisa Ávila Agüero (1961-):  Pediatra infectóloga, que ha sido Ministra de Salud durante las administraciones de Óscar Arias Sánchez y Laura Chinchilla Miranda.
- Michael Umaña Corrales (1982-): Futbolista que juega como defensa, actualmente se encuentra con el Club Comunicaciones de la Liga Mayor de Guatemala.
- Carlos Martínez Castro (1999-): Futbolista de ascendencia nicaragüense. Juega como lateral derecho en el K. A. S. Eupen, de la Primera División de Bélgica.
- Esteban Espinoza Sibaja (1997-):  Futbolista que juega de interior izquierdo en el Club Sport Herediano, de la Primera División de Costa Rica.